# Ellen Axson Wilson
Ellen Axson Wilson (n. 15 mai 1860 - d. 6 august 1914) a fost prima soție a lui Woodrow Wilson, Președinte al Statelor Unite ale Americii. A fost Prima Doamnă a Statelor Unite ale Americii între 1913 și 1914.